# Matakohe (rivière)
La rivière Matakohe  (en anglais : Matakohe River ) est un  cours d’eau de la région du  Northland de l’Île du Nord de la Nouvelle-Zélande.

## Géographie
La rivière est un court affluent du fleuve Arapaoa, qu’elle rejoint à 15 km à l’est de la ville de Ruawai. 